# Egyszemélyes zenekar

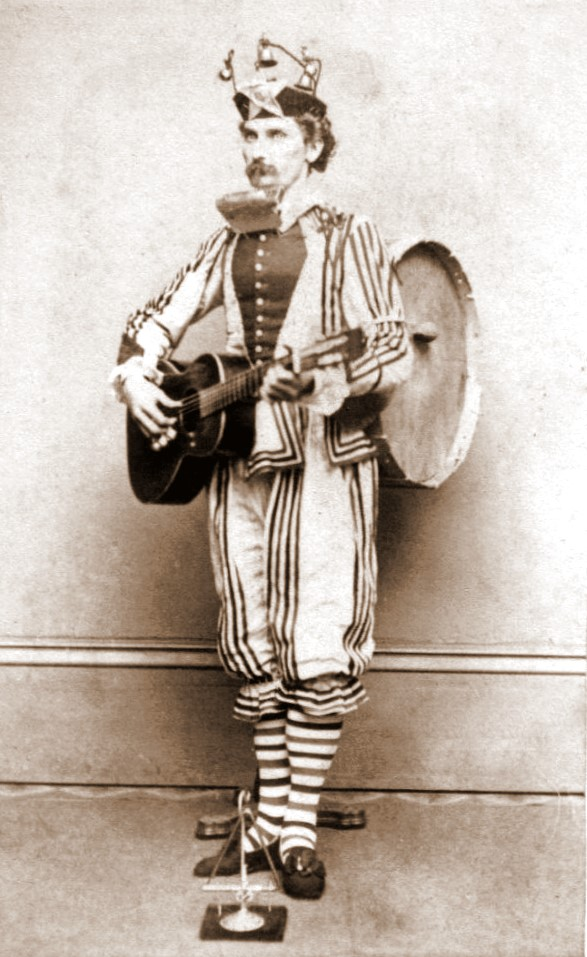
1865 körüli fotó

Az egyszemélyes zenekar egy olyan zenész, aki egyszerre játszik több hangszeren – a kezét, a lábát és különböző mechanikus eszközöket is igénybe véve. A legegyszerűbb one-man band, amikor egy énekes magát kíséri gitárral és közben szájharmonikát is használ, amit egy fém állványon tart a nyakában. Gyakran muzsikálnak így utcazenészek, de pl. Bob Dylan is így vált ismertté. Bonyolultabb összeállítások is lehetségesek, például egy fúvós hangszerrel egy pánton a nyakban, vagy/és egy nagydob plusz  cintányér, amiket egy a lábbal mozgatott pedál szólaltat meg a háton. Csörgők is előfordulhatnak a végtagokon. Klasszikus bohócszám szokott ez a cirkuszban lenni.
A hangrögzítés technikájának megjelenésével bravúrlemezek jelentek meg mind a könnyű- mind a komolyzenében, melyeken egy személy több hangszeren is játszik, ezek a felvételek azonban rájátszással készülnek, azaz a muzsikus által előadott szólamokat külön-külön, egymás után rögzíti, majd keveri össze a hangmérnök.

## Híres előadók, felvételek
- Jesse Fuller(wd) (1896 – 1976), amerikai blues-muzsikus